# Чжоу Цзихун
Чжо́у Цзиху́н (кит. упр. 周继红, пиньинь Zhōu Jìhóng; род. 11 января 1965, Ухань) — китайская прыгунья в воду, олимпийская чемпионка 1984 года в прыжках с вышки.
В прыжках с 10-метровой вышки Чжоу Цзихун стала олимпийской чемпионкой. КНР впервые участвовала в летних Олимпийских играх, и её медаль стала первой в истории китайского спорта на Олимпиада].
Чжоу Цзихун также участвовала и на Играх в Барселоне, но там заняла 4-е место.
После окончания карьеры работала судьёй, в частности, была одной из судей на летних Олимпийских играх 2008 года в Пекине.